# Aricanduva (Minas Gerais)
Aricanduva es un municipio brasileño del estado de Minas Gerais. Su población estimada en 2004 era de 4.444 habitantes.